# ديفيد ر. روس
ديفيد ر. روس (بالإنجليزية: David R. Ross)‏ هو مؤرخ بريطاني، ولد في 28 فبراير 1958 في Giffnock ‏ في المملكة المتحدة، وتوفي في 2 يناير 2010 في East Kilbride ‏ في المملكة المتحدة بسبب نوبة قلبية.